# شهرستان کراسنوگورسکی (سرزمین آلتای)
شهرستان کراسنوگورسکی (به لاتین: Krasnogorsky District) یک شهرستان در روسیه است که در سرزمین آلتای واقع شده‌است.